# Daylight – Alagút a halálba
A Daylight – Alagút a halálba (eredeti cím: Daylight) 1996-ban bemutatott amerikai katasztrófafilm, Rob Cohen rendezésében. A főbb szerepekben Sylvester Stallone, Amy Brenneman, Viggo Mortensen, Dan Hedaya és Karen Young látható. 
Az Amerikai Egyesült Államokban 1996. december 6-án került mozikba Universal Pictures forgalmazásában, Magyarországon a UIP-Dunafilm mutatta be. A film bevételi szempontból jól teljesített, de a kritikusok negatívan értékelték.

## Cselekmény
Manhattanben hatalmas robbanás történik, beszakítva a városrészt New Jerseyvel összekötő, a Hudson alatt húzódó alagutat, ezzel fogságba ejtve a bent tartózkodókat. Kit Latura (Sylvester Stallone), a mentőszolgálat korábbi vezetője kapja azt a feladatot, hogy menekítse ki a bajbajutottakat. Bár Latura megtalálja a módját, hogy bejusson az összeomlással fenyegető alagút túszaihoz, de a kétségbeesett csoporttal együtt ő is csapdába esik. A szakember kénytelen improvizálni, hogy a csoporttal együtt ő is láthassa még a napvilágot.

## Szereplők
| Színész               | Szerep            | Magyar hang     |
| --------------------- | ----------------- | --------------- |
| Sylvester Stallone    | Kit Latura        | Gáti Oszkár     |
| Amy Brenneman         | Madelyne Thompson | Spilák Klára    |
| Viggo Mortensen       | Roy Nord          | Mihályi Győző   |
| Dan Hedaya            | Frank Craft       | Varga T. József |
| Stan Shaw             | George Tyrell     | Jakab Csaba     |
| Jay O. Sanders        | Steven Crighton   | Barbinek Péter  |
| Karen Young           | Sarah Crighton    | Molnár Zsuzsa   |
| Danielle Harris       | Ashley Crighton   | Simonyi Piroska |
| Colin Fox             | Roger Trilling    | Kristóf Tibor   |
| Claire Bloom          | Eleanor Trilling  | Szabó Éva       |
| Vanessa Bell Calloway | Grace Calloway    | Kocsis Mariann  |
| Sage Stallone         | Vincent           | Viczián Ottó    |
| Renoly Santiago       | Mikey             | Szűcs Sándor    |
| Trina McGee           | LaTonya           | Náray Erika     |

## Fogadtatás

### Bevételi adatok
A filmet 2175 észak-amerikai moziban mutatták be, a nyitó héten 10 millió dolláros bevétellel. Az Amerikai Egyesült Államokban összesen 33 millió dollárt termelt.

### Kritikai visszhang
A Rotten Tomatoes weboldalon a film negyvenegy kritika alapján 27%-os értékelést kapott. Az oldal összesítője dicséri a film nyitójelenetét és Stallone „lelkiismeretes és szimpatikus” alakítását, de a film összes többi részét szándékosan bosszantónak véli. Roger Ebert filmkritikus négyből kettő csillagra értékelte a filmet.
Stallone később úgy nyilatkozott a filmről, hogy annak „premisszája igazán jó volt, de nem tudta azt átadni”. 

### Díjak és jelölések
| Díj                | Kategória                    | Jelölt                                    | Eredmény |
| ------------------ | ---------------------------- | ----------------------------------------- | -------- |
| Oscar-díj          | Legjobb hangvágás            | Richard L. Anderson és David A. Whittaker | Jelölve  |
| Arany Málna díj    | Legrosszabb férfi főszereplő | Sylvester Stallone                        | Jelölve  |
| Arany Málna díj    | Legrosszabb „eredeti” dal    | Bruce Roberts: "Whenever There is Love"   | Jelölve  |
| Golden Reel Awards | Legjobb hangvágás            | Jeffrey Kaplan                            | Elnyerte |

## Fordítás
- Ez a szócikk részben vagy egészben  a   Daylight (1996 film) című angol Wikipédia-szócikk fordításán alapul.  Az eredeti cikk szerkesztőit annak laptörténete sorolja fel. Ez a jelzés csupán a megfogalmazás eredetét és a szerzői jogokat jelzi, nem szolgál a cikkben szereplő információk forrásmegjelöléseként.